# Radio América (Perú)
Radio América fue una estación de radio peruana propiedad de RadioCorp y operada por el Grupo Plural TV mediante la Compañía Peruana de Radiodifusión.
Previamente, en su primera etapa, fue la primera emisora radial privada en el país, la cual comenzó originalmente sus emisiones el 10 de abril de 1943 en su primer lanzamiento. Cesó sus transmisiones el 1 de marzo de 2004 tras ser comprada por el Grupo RPP después de que la Compañía Peruana de Radiodifusión fuera adquirida por el Grupo Plural TV.

## Historia

### Primera etapa
Radio América fue lanzada al aire el 10 de abril de 1943 cuando se funda la primera cadena radial de capitales privados en el Perú, la «Compañía Peruana de Radiodifusión», cuyos propietarios eran José Bolívar, Jorge Karković y Antonio Umbert. Además de América, la cadena se encontraba formada por Radio Lima, Radio Callao, Radio Miraflores, Radio Goicochea, Radio Délcar, Radio Universal, Radio Continental de Arequipa, Radio Huancayo, Radio Huánuco y Radio Cuzco (excepto Continental, todas desaparecidas). Bolívar y Karković se retiran de la compañía en 1944, y Radio América pasó a manos de Antonio Umbert Féllez y Nicanor González Vásquez.
Al inicio los estudios de Radio América se ubicaban en el Jr. Ocoña en el centro histórico de Lima y transmitían por la frecuencia de los 1010 AM de Lima y en onda corta. Su programación, en ese entonces, consistía en noticias, musicales de música de ópera e instrumental.
Posteriormente la emisora se trasladó a la sede del canal América Televisión. Más adelante en la década de los años 70, inició sus transmisiones en simultáneo por la FM, en la frecuencia de los 94.1 FM. 
Luego en 1980, la estación inicia una programación diferenciada, mayormente musical basada en rock y pop en inglés, en la que con el transcurrir de los años fue abarcando otros géneros musicales variados.

#### Años 90 y fin
Sin embargo, en 1992, la señal de Radio América pasa a otra frecuencia en los 94.3 FM trasladando sus nuevos estudios al distrito de distrito de Lince. Además, 1994 se reestructuró su organización y se cambió el público objetivo a los jóvenes. Su programación consistió en el catálogo pop rock en español e inglés, que era gestionado por pinchadiscos, y contaba en algunos horarios bloques informativos.
Ya en los inicios del 2003, la frecuencia de la estación AM es vendida a la Corporación Geonatur, quienes siguen usando la marca Radio América en la estación. Por esto, la Compañía Peruana de Radiodifusión reclama a Indecopi por este hecho, la que obliga a Geonatur a renombrar la radio como «Radio Cielo». 
En marzo de 2004, el Grupo Plural (compuesto por los diarios El Comercio y La República) tomó la administración de la estación junto con el canal de televisión del mismo nombre por el mal manejo de la anterior administración por parte de la familia Crousillat. El Grupo Plural decidió vender la frecuencia FM al Grupo RPP, quienes deciden relanzar la estación como Radio La Mega, actualmente frecuencia ocupada por Radio Corazón.

### Segunda etapa
Antes del relanzamiento de Radio América, el 17 de abril de 2021, la estación OCZ-4H FM, propiedad de RadioCorp (de Ricardo Belmont Vallarino) empezó a emitir música dirigida al público juvenil (reguetón, salsa y pop latino) en los 104.7 MHz de la banda FM de Lima en señal de prueba bajo el nombre comercial «104 7». Previamente, OCZ-4H FM operaba bajo el nombre «RBC Radio». Sin embargo, debido a problemas administrativos y económicos, la programación era inestable y cambiaba al poco tiempo por lo que Belmont Vallarino decidió alquilar la estación a otros conglomerados, como el Grupo Onda de Medios o CRP Radios. 
A veces emitía sin nombre comercial y, dependiendo de la época, la programación era automatizada sin presentar locutor alguno. En ese caso, Belmont Vallarino alquiló la estación al Grupo Plural, dueña de la cadena América Televisión y de Canal N, cuyos propietarios son el Grupo El Comercio (70%) y el Grupo La República (30%).
El 12 de mayo del mismo año, el Grupo Plural TV anunció que Radio América sería relanzada nuevamente como una estación de radio FM. El conglomerado anunció su regreso mediante el canal América Televisión. El 3 de junio se anunció que la emisora emitiría en la frecuencia 104.7 FM, con un formato de música variada junto con programas informativos, deportivos y de entretenimiento. 
El 12 de junio de 2021 a las 00:00, Radio América comenzó sus emisiones en reemplazo de OCZ-4H FM. Tras su lanzamiento, adquirió los derechos de emisión de ciertos partidos de la Copa América 2021, en conjunto con América Televisión.
Desde el viernes 3 de diciembre de 2021, los géneros de reguetón, pop latino y merengue fueron reducidos para dar más prioridad a la salsa y la cumbia. Además, el programa de mezclas Fiesta en América —presentado por DJ Luigi— fue cancelado. No obstante, estos cambios fueron revertidos el 12 del mismo mes debido a las críticas por parte del público.
El 1 de enero de 2022, la estación eliminó todos los programas de temática no musical dejando solo las transmisiones de algunos partidos de la Copa Libertadores en su programación. Agregó, además, los géneros musicales de timba, cumbia, rock en español, techno, lambada, bachatas y baladas.
El 14 de septiembre de 2023, Radio América finalizó sus transmisiones por su baja audiencia, marcando el fin de la alianza entre Grupo Plural TV y la empresa productora Rola Perú. A la medianoche del 15 de setiembre, Radio Disney Perú traslada su frecuencia a la 104.7 FM, dejando su anterior lugar en los 91.1.

## Logotipos

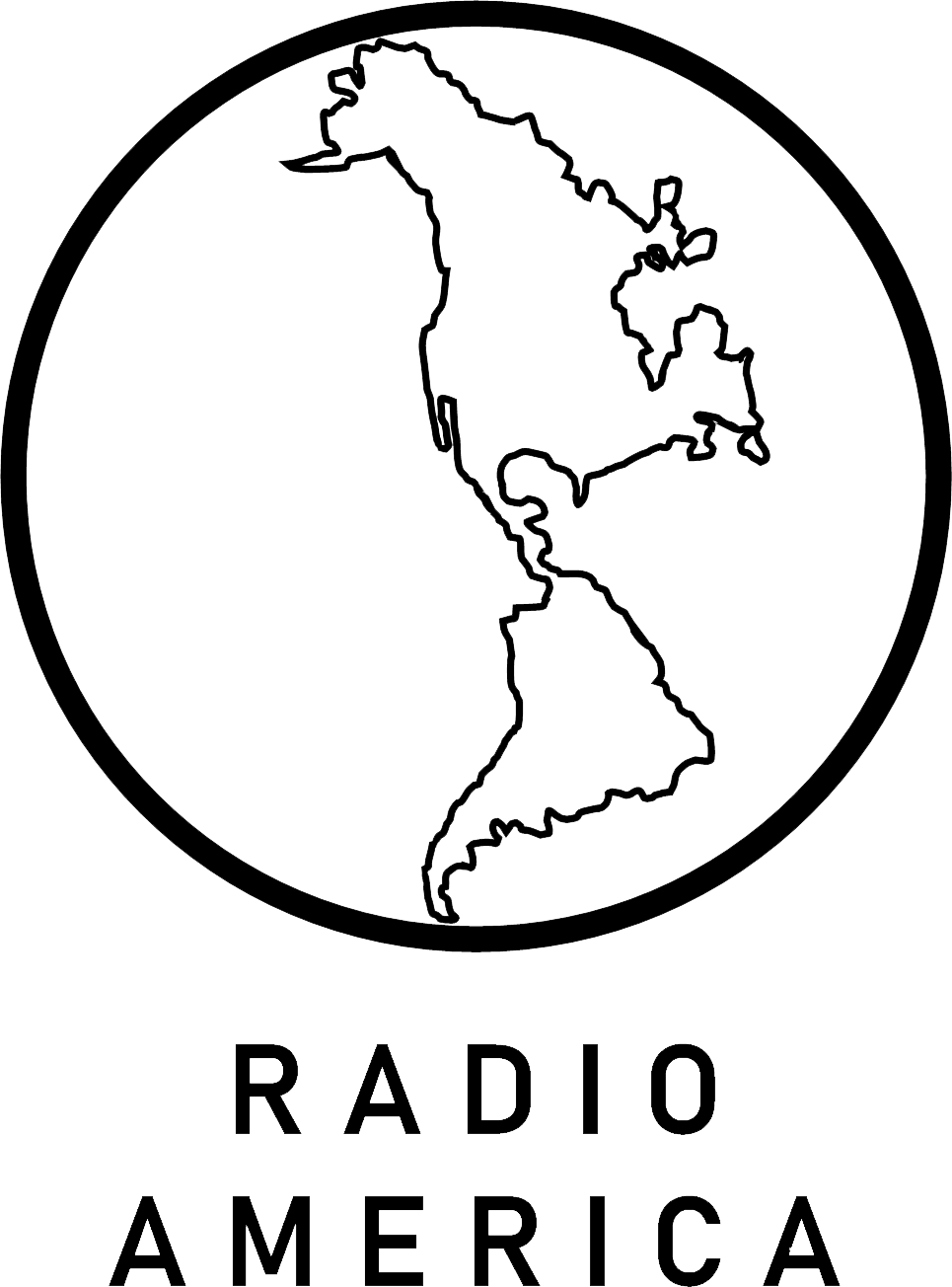
1943-1957
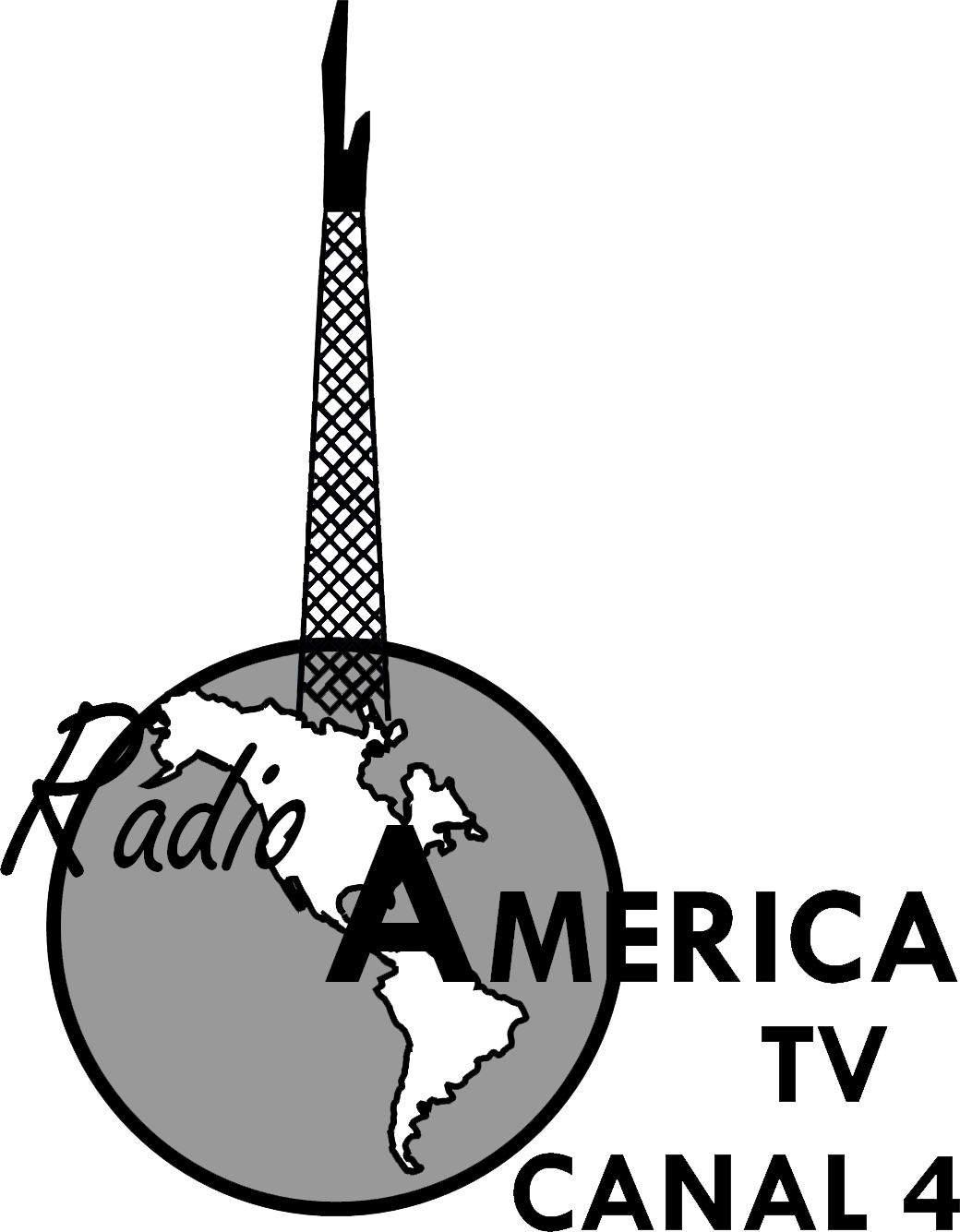
1957-1970
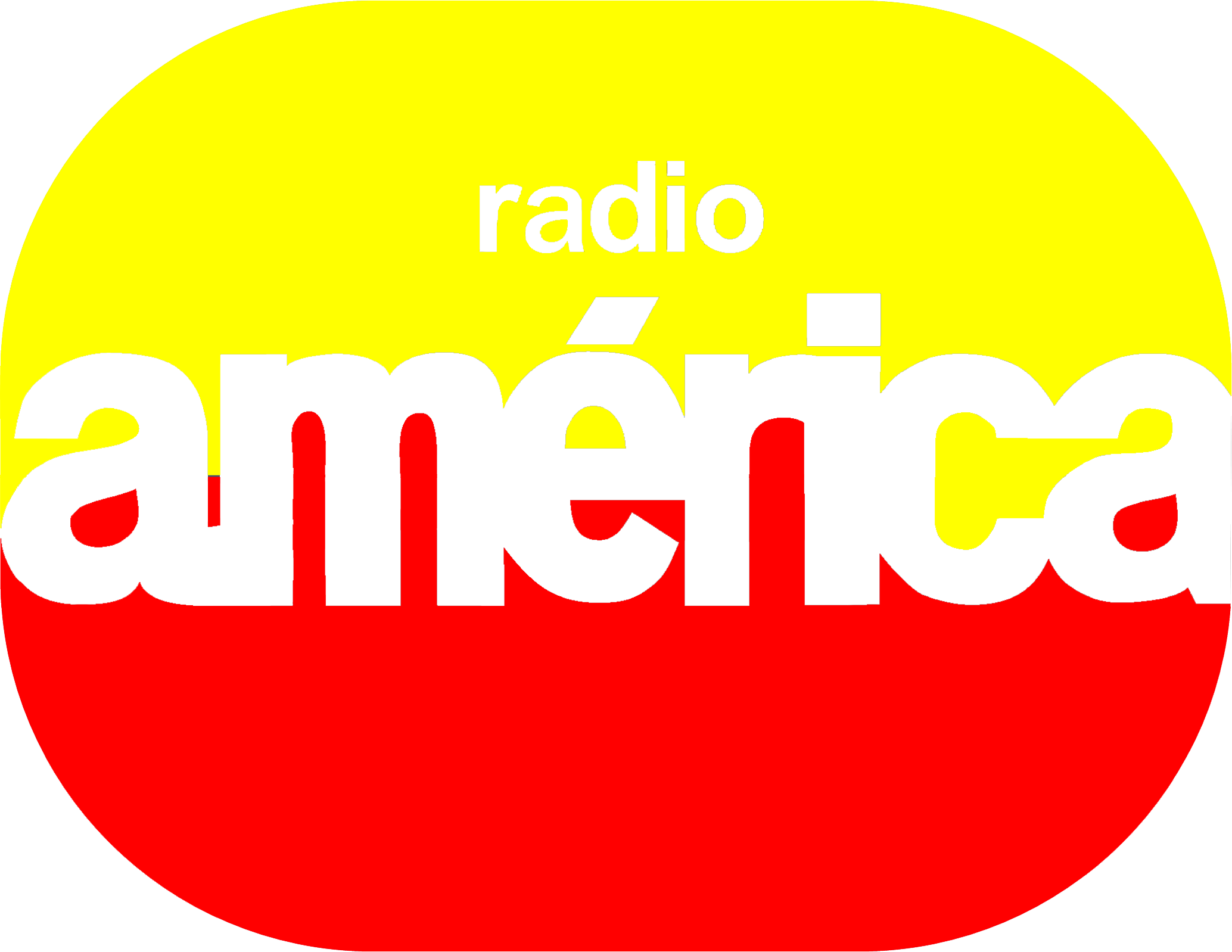
1970-1980
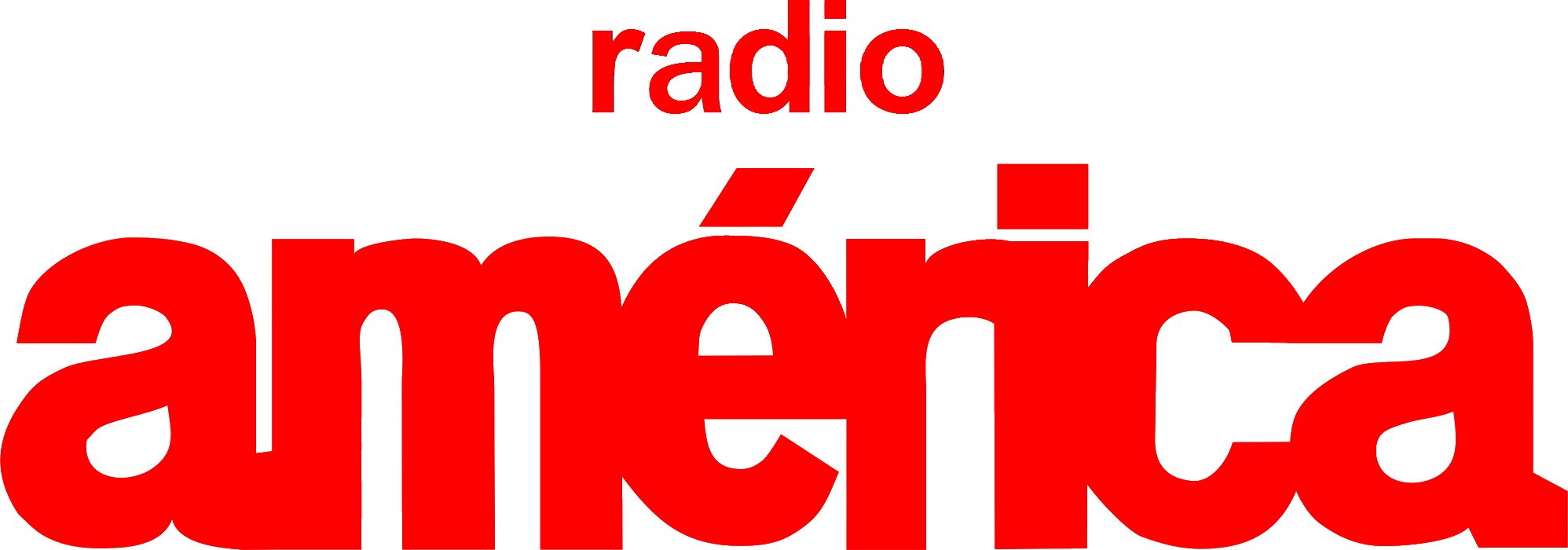
1980-1988
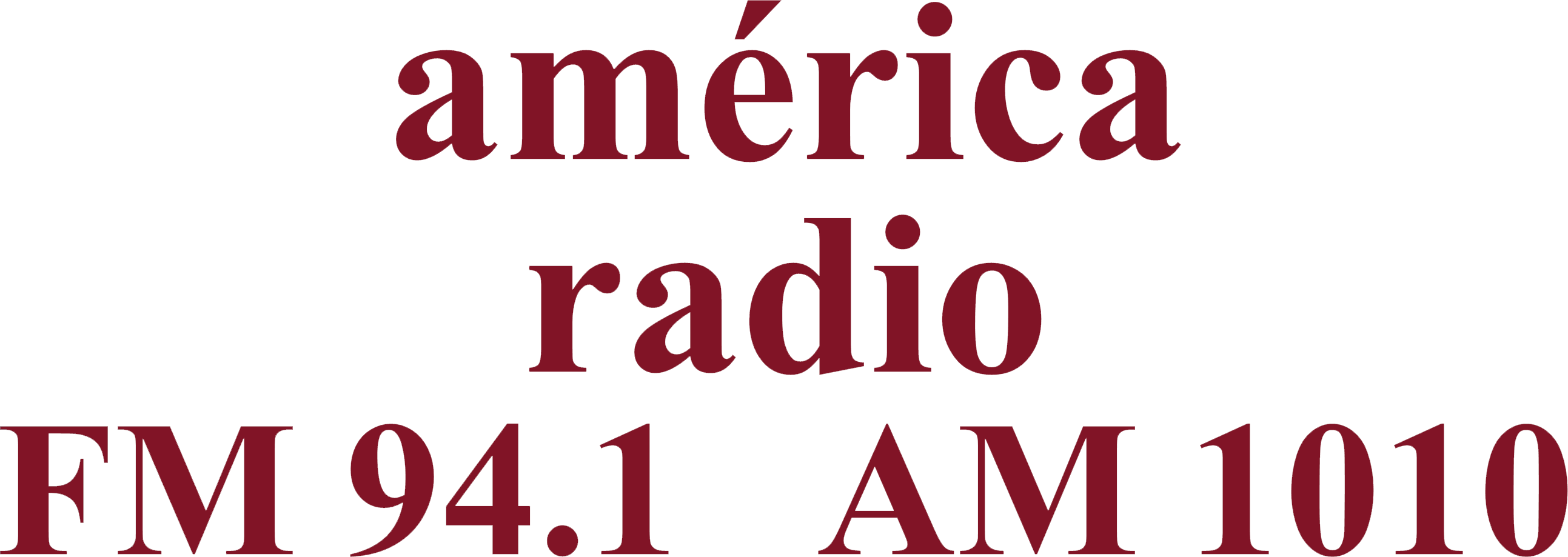
1988-1992
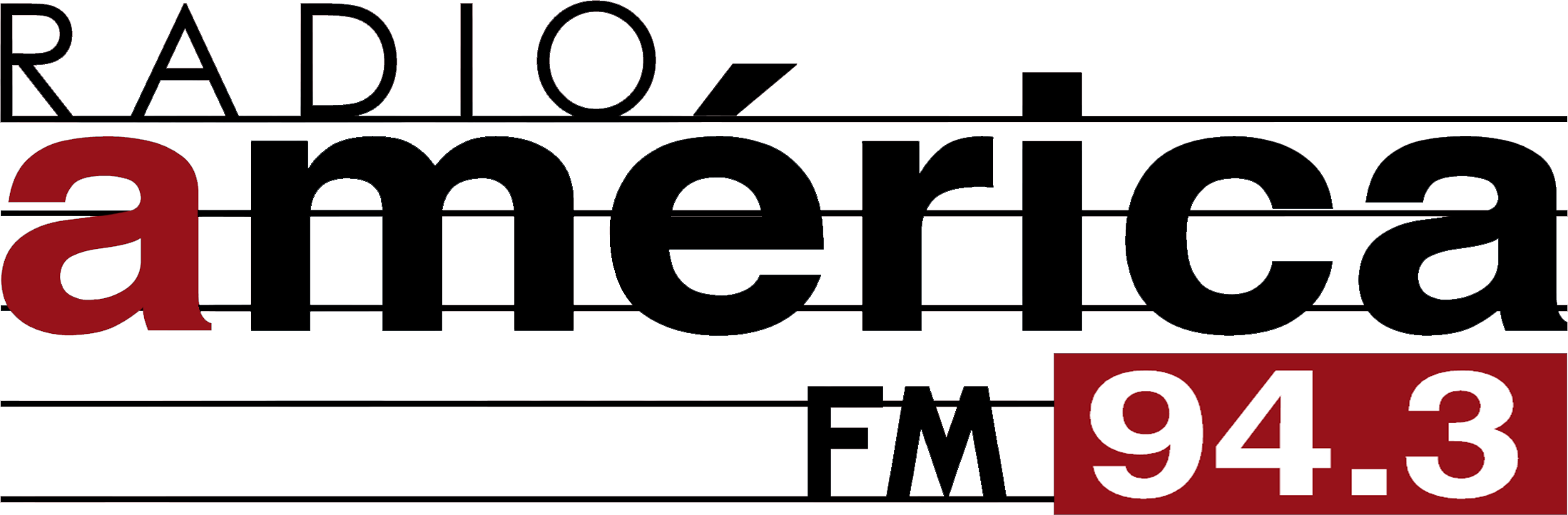
1992-1996
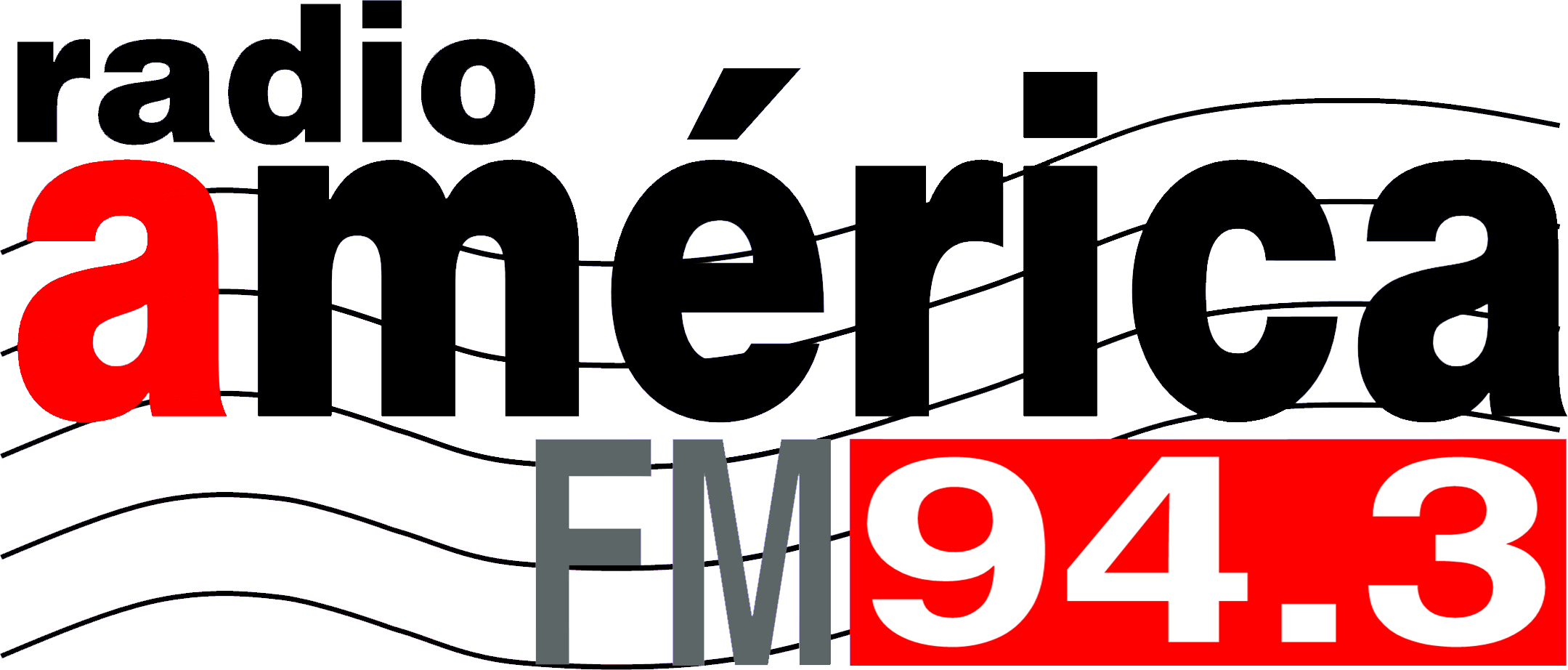
1996-2004
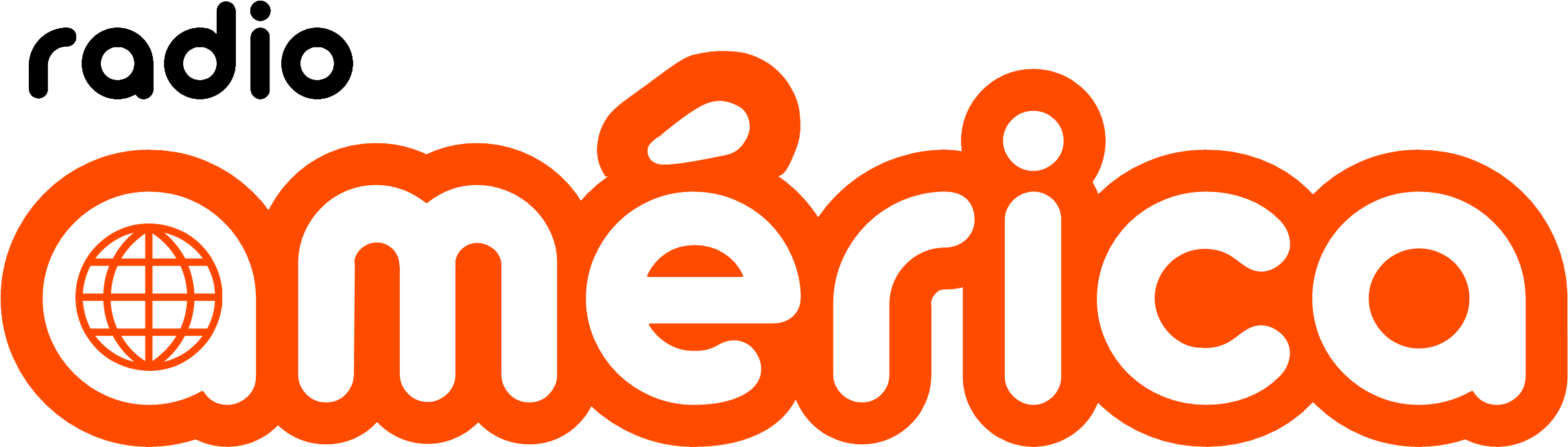
2021-presente

## Eslóganes

### Radio América (primera y segunda etapa)
- 1943-1977: La voz del nuevo mundo desde Lima
- 1977-1980: Una emisora peruana en sintonía internacional
- 1980-1984: La frecuencia fina, la señal[3]
- 1980-2004: Donde tu estés, ¡está![4]
- 1996-2002: Tu punto de equilibrio

### Radio América (tercera etapa)
- 2021-2022: Juntémonos más
- 2022-2023: ¡Con todo lo que a ti te gusta!

### Radio América Online
- 2023-presente: La voz del Perú, Siempre Contigo